# Всечесні матрони
Всечесні матрони (англ. Honored Matres) — жіноче товариство у Всесвіті Дюни. Всі Всечесні матрони жорстокі, мають здатність посилювати сексуальний екстаз до неймовірного рівня, а також мають надлюдські рефлекси.

## Походження
За часів Голоду група, що складається з диких сестер Бене Гессеріт, кількох ненавчених Преподобних матерів і втікачів рибомовок втекли в Розсіяння, скориставшись смутою, що послідувала після смерті бога-імператора Лето II. На шляху своєї втечі ця група натрапила на ізольовані планети Тлейлакс, де вони дізналися про страшний секрет Бене Тлейлаксу, які використовували своїх жінок як аксолотль-чанів. Дізнавшись це, вони вбили всіх чоловіків-тлейлаксу, звільнили чани і стали доглядати цих майже вбитих жінок, вирішивши повернути їх до життя. Дуже багато жінок померло, але деякі вижили, які зміцніли, поклялися помститися тлейлаксіанцям. Відступниці Бене Гессеріт, рибомовки та одужалі жінки Тлейлаксу об'єдналися, внаслідок чого з'явилося суспільство під назвою Всечесні матрони.

## Появи
Вперше з'являються у книзі «Єретики Дюни», в якій ніхто не знає про їхнє походження.